# Sorda (película)
Sorda es una película española de drama de 2025, escrita y dirigida por Eva Libertad, basada en su cortometraje homónimo de 2021. Está protagonizada por Miriam Garlo y Álvaro Cervantes. Se estrenó en el Festival Internacional de Cine de Berlín de 2025 el 15 de febrero de 2025, y luego se estrenó en cines españoles el 4 de abril de 2025, con distribución de A Contracorriente Films.

## Reparto
- Miriam Garlo como Ángela
- Álvaro Cervantes como Héctor
- Elena Irureta
- Joaquín Notario

## Producción
El 15 de noviembre de 2022, se anunció que la productora Distinto Films estaba desarrollando una expansión a largometraje del cortometraje de 2021 Sorda, el cual fue originalmente dirigid por Eva Libertad y Nuria Muñoz. En junio de 2024, se anunció que el rodaje del largometraje de Sorda había comenzado en Murcia bajo la dirección de Libertad en solitario y con Muñoz como productora. Miriam Garlo, Álvaro Cervantes y Elena Irureta fueron confirmados como parte del reparto protagonista; debido a su papel en esta película, Garlo se convirtió en la primera actriz sorda en protagonizar una película española. El rodaje de la película concluyó en julio de 2024.
El presupuesto total de Sorda es de más de dos millones de euros, incluyendo 800.000 euros procedentes de las ayudas generales del ICAA.

## Lanzamiento y marketing
El 17 de diciembre de 2024, se anunció que Sorda tendría su estreno mundial en el Festival Internacional de Cine de Berlín de 2025 el 15 de febrero de 2025. En enero de 2025, A Contracorriente Films programó el estreno de la película en cines españoles para el 4 de abril de 2025. Ese mismo mes, el Festival de Málaga anunció que albergaría su estreno en España. El 11 de febrero de 2025, el tráiler de la película fue lanzado.